# Mellemøsten Tekniske Universitet
Mellemøsten Tekniske Universitet (tyrkisk:Orta Doğu Teknik Üniversitesi, forkortet METU) er et internationalt teknisk universitet i Tyrkiets hovedstaden, Ankara. Universitet blev oprettet i 1956 og er en af det mest velansete universiteter i Tyrkiet. Universitetet har ca. 23000 studerende og ca. 2500 ansatte. Det består af fem fakulteter med en række institutter under sig.